# I Lloyds di Londra
I Lloyds di Londra (Lloyds of London) è un film del 1936 di Henry King

## Trama
La vita di due amici d'infanzia: Jonathan Blake, che diventerà uno dei soci più importanti della società di assicurazioni dei Lloyds di Londra, e Orazio Nelson il vincitore della decisiva battaglia di Trafalgar.

## Riconoscimenti

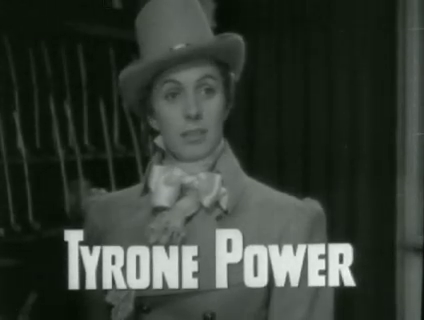
Tyrone Power nel trailer

La pellicola ricevette due candidature al Premio Oscar del 1937.

## Distribuzione
Distribuito dalla Twentieth Century Fox Film Corporation con il titolo originale Lloyd's of London, uscì nelle sale cinematografiche statunitensi il 29 Gennaio 1937 dopo una prima tenuta a New York il 25 Novembre 1936.